# 338 (số)
338 (ba trăm ba mươi tám) là một số tự nhiên ngay sau 337 và ngay trước 339.